# Силсила
Силси́ла (араб. سلسلة‎ —  ряд, цепь‎) в суфизме — духовная генеалогия глав суфийских тарикатов; цепь посвящения, обретения благодати от предыдущего шейха. Обычно силсила возводится к пророку Мухаммаду посредством Али (например, Кубравия, однако некоторые суфии возводят свою силсилу к пророку Хизиру. Подключение к силсиле и дальнейшее включение в неё может осуществить только шейх, входящий в силсилу. Если уровня шейха достигли два и более мюрида шейха-учителя, то дальше от шейха-учителя силсила разветвляется по числу таких мюридов. Если же уровня шейха не достиг ни один из мюридов шейха — учителя, то данная ветвь силсилы завершается на этом шейхе. Кроме того, одному и тому же мюриду иджаза о достижении уровня шейха могут дать и несколько шейхов-учителей. В таком случае на этом шейхе сходятся разные ветви силсилы. Знание силсилы являлось необходимым элементом знания неофитов многих тарикатов.